# Auguste Pahl
Auguste Pahl (23. listopadu 1855 – 24. července 1965) byla německá žena, která byla mezi 25. květnem 1963 a svojí smrtí ve věku 109 let nejdéle žijící osobou planety. Před ní to byla Margarethe Zinndorf a po ní Hannah Smith.